# Эхиуриды
Эхиури́ды (лат. Echiura, от греч. echis — змея, ura — хвост) — подкласс морских многощетинковых червей. Ранее считался отдельным типом первичноротых животных.

## Таксономическое положение
По данным многочисленных молекулярных исследований, эхиуриды входят в состав типа кольчатых червей и класса полихет; видимо, их близкие родственники — полихеты семейства Capitellidae.

## Биология
Тело гладкое, мягкое, несегментированное; длиной обычно от 3 до 25 см. Снабжено длинным невтяжным хоботком, который покрыт ресничками, подгоняющими ко рту пищевые частицы. Эхиуриды способны отбрасывать хоботок или его часть, которая через пару недель отрастает вновь. Рот расположен на брюшной стороне у основания хоботка. Позади рта — две брюшные щетинки, участвующие в рытье нор; задний конец тела опоясан 1—2 кольцами щетинок, с помощью которых червь чистит своё убежище. Наличие щетинок сближают эхиурид с кольчатыми червями. На коже имеются железы, выделяющие слизь.
В обширном целоме лежат трубчатый кишечник, заканчивающийся анусом, парные выделительные органы — метанефридии и анальные мешки, усеянные ресничными воронками — нефростомами. Анальные мешки являются характерным признаком эхиурид; они выполняют выделительную и дыхательную функции. Кровеносная система развита слабо; кровь бесцветная, содержит амёбоциты. Целомическая жидкость содержит эритроциты и лейкоциты. У взрослых особей в ней присутствуют также половые клетки. Целомическая жидкость выполняет дыхательную, питательную и выделительную функции. Имеется брюшной нервный ствол, но нет ни ганглиев, ни специализированных органов чувств. Нервная система состоит из окологлоточного нервного кольца и брюшного ствола без ганглиозных расширений.

## Размножение
Эхиуриды раздельнополы, оплодотворение обычно внешнее. Черви рода Bonellia обладают резко выраженным половым диморфизмом. Карликовые, сильно упрощённые по строению самцы паразитируют в выводных протоках выделительных органов самок, через которые выводятся наружу зрелые яйца; во время прохождения яйца по выводным протокам происходит оплодотворение. Из яйца выходит личинка — трохофора.

## Образ жизни
Эхиуриды — морские черви, зачастую обитающие на больших глубинах. Держатся защищённых мест; большинство зарывается в песок или ил, где живёт в U-образных норках. Населяют также расселины скал, пустые раковины, панцири морских ежей и др. убежища. Питаются, фильтруя детрит с помощью хоботка. Представители семейства Urechidae ловят бактерий и пищевые частицы при помощи секретируемой телом слизи. Слизь слагает сетчатую трубку, которая заполняет нору червя; эхиурида прогоняет сквозь неё воду, перистальтически сокращая тело. Затем слизистая трубка съедается. Было установлено, что размер пор в ней — 36—40 ангстрем, поскольку сеть пропускает молекулы яичного альбумина, но задерживает молекулы сывороточного глобулина.

## Классификация
Описано около 230 видов эхиурид, в России — 4 вида. Многие признаки объединяют их с аннелидами, в то время как особенности раннего развития эмбрионов сближают с моллюсками. Ископаемые остатки эхиурид немногочисленны; самый ранний образец относится к каменноугольному периоду. Однако U-образные норки, похожие на убежища современных эхиурид, известны уже с кембрия.
На апрель 2018 года в подклассе выделяют следующие таксоны до семейства включительно:
- Отряд Echiuroidea
  - Подотряд Bonelliida
    - Семейство Bonelliidae Lacaze-Duthiers, 1858
    - Семейство Ikedidae Bock, 1942

  - Подотряд Echiurida
    - Семейство Echiuridae Quatrefages, 1847
    - Семейство Thalassematidae Forbes & Goodsir, 1841
    - Семейство Urechidae Monro, 1927
- Роды incertae sedis

### Bonelliidae
Семейство Bonelliidae характеризуется ярко выраженным половым диморфизмом. Большинство видов зелёного цвета; окрашивающий их пигмент бонеллин химически близок к хлорофиллу. Он высоко токсичен для других организмов и, видимо, имеет защитное значение.
У рода бонеллий (Bonellia), особенно у зелёной бонеллии (Bonellia viridis), живущего в прибрежной части Средиземного моря и восточной Атлантики, самки в сотни раз крупнее самцов. У самок бонеллий тело цилиндрической формы (длиной до 7 см) и длинный раздвоенный на конце хобот, который может вытягиваться до 1 м. Личинки бонеллии не несут признаков определённого пола и могут развиться как в самцов, так и в самок. Личинки, осевшие на субстрат, как правило, превращаются в самок; личинки, осевшие на хоботки взрослых самок, закрепляются у них на коже или в хоботке и через несколько дней превращаются в самцов. Самец у бонеллии не более 1—3 мм длиной и живёт как паразит на или в теле самки, обычно в специальной камере в выводных протоках половой системы. Порой в них скапливается до 80 самцов, поэтому их длительное время принимали за паразитов. У самца бонеллии отсутствует хоботок и сквозной кишечник; питательные вещества он, вероятно, всасывает через кожу. Для выведения сперматозоидов служит семенной мешок, развивающийся из средней кишки, и ведущий из него наружу нефридий.